# Филарет (Иоаннидис)
Митрополи́т Филаре́т (греч. Μητροπολίτης Φιλάρετος, в миру Христо́дулос Иоанни́дис, греч. Χριστόδουλος Ιωαννίδης; 5 августа 1886 — 8 июня 1961) — епископ Элладской православной церкви, митрополит Сирский, Тинский, Андрский, Кеаский, Милский.

## Биография
В 1907 году бывшим митрополитом Касским и Карпаткеим Нилом был хиротонисан во диакона.
Окончил богословский факультет Афинского университета.
В июле 1919 года прибыл в США в для последипломного образования. По рекомендации архиепископа Афинского Мелетия (Метаксакиса) в 1920—1921 годы обучался в семинарии Nashotah House в Висконсине, принадлежащую Епископальной церкви. Затем продолжил обучение в Western Theological Seminary.
В 1920 году епископом Родостольским Александром (Димоглу) был хиротонисан во пресвитера, после чего недолгое время служил приходским священником в Сан-Франциско.
В 1921 году становится деканом Семинарии святого Афанасия. Пробыл на этой должности до 1923 года.
11 августа 1922 года в Нью-Йорке на Втором соборе духовенства и мирян Греческой Архиепископии Америки был разработан новый устав, который предоставлял ей полную административную автономию. Были учреждены новые епархии — Сан-Францисская, Чикагская и Бостонская, архиереи которых вместе с Архиепископом, чья кафедра располагалась в Нью-Йорке, должны были составить Архиерейский Синод. Согласно новому уставу, Собору духовенства и мирян принадлежало право выбирать трёх кандидатов на вдовствующие кафедры, Архиерейский Синод выбирал из них одного и Патриарх утверждал кандидата. Только архиепископ должен был выбираться и поставляться патриархом. Патриарх Константинопольский Мелетий (Метаксакис) утвердил новый устав.
Чикагская епархия стала первой, на которую был избран епископ. Избрание епископа произошло на специальном церковном собрании, созванном архиепископом, на котором были все священнослужители епархии и представители мирян от каждого прихода. 18 апреля 1923 в приходе Константина и Елены в Чикаго состоялась Церковная ассамблея, на которой присутствовали 31 клирик и 21 представитель мирян. При избрании использовали тайное голосование. Архимандриты Филарет (Иоаннидис) и Иоаким (Алексопулос) получили большинство голосов. Результаты были отосланы в Константинопольскую патриархию. Архиепископ Александр в письме, датированным 8 мая, проинформировал верующих, что Священный Синод в Константинополе избрал архимандрита Филарета епископом Чикагским.
При этом Русская и Антиохийская православные церкви, имевшие своих епископов в Северной Америке, отказались участвовать в этой хиротонии, а так как для её совершения по канонам требовалось не менее двух епископов, из Лондоне был приглашён митрополит Фиатирский Герман (Стринопулос), экзарх Западной Европы. Он прибыл в Нью-Йорк 15 июня.
21 июня 1923 года архиепископ Александр (Димоглу) и митрополит Герман (Стринопулос) в храме святых Константина и Елены в Чикаго хиротонисали архимандрита Филарета во епископа Чикагского. 24 июня 1924 года в той же церкви состоялось его напластование в соответствии с чартером Греческой архиепископии Северной и Южной Америки. В подчинении епископа Филарета на тот момент находилось пятьдесят священников и пятьдесят три греческих общины.
Кроме того он также временно управлял Сан-Францисской епархией, которая не имела своего епископа, до 7 августа 1927 года, когда туда был поставлен Каллист (Папагеоргапулос).
Годы управления митрополитом Александром приходами в Америке были отягощены политическими спорами в Греции между сторонниками королевского дома и сторонниками премьер-министра Элефтериоса Венизелоса; в числе последних были Патриарх Мелетий и Архиепископ Александр. Это противостояние затронуло и православную греческую диаспору в Америке.
3 августа 1930 года в Соборе святого Василия в Чикаго епископ Василий объявил о своей отставке. В своём прощальной речи он рассказал, что в течение его восьми лет в качестве епископа им было создано 30 школ, основано и организовано 14 новых общин, построено 13 церквей. Он также совершил 325 литургий, дал 75 лекций, поставил 6 священников, 3 из которых были выпускники американских институтов. Он также отметил, что ему жаль, что он не смог исполнить все свои мечты. Он надеялся создать приют, дом престарелых, бесплатную больницу, кладбище, семинарию, и величественный собор в Чикаго.
6 ноября 1930 года он был избран митрополитом Сирским, Тинским, Андрским, Кеаским, Милским.
11 ноября 1960 года ушёл на покой. Скончался 8 июня 1961 года.